# Tavagnasco
Tavagnasco é uma comuna italiana da região do Piemonte, província de Turim, com cerca de 820 habitantes. Estende-se por uma área de 8 km², tendo uma densidade populacional de 103 hab/km². Faz fronteira com Settimo Vittone, Quincinetto, Traversella, Brosso, Quassolo.

## Demografia
| Variação demográfica do município entre 1861 e 2011                               |
|                                                                                   |
| Fonte: Istituto Nazionale di Statistica (ISTAT) - Elaboração gráfica da Wikipedia |